# Marché du Plateau des 15 ans
Le marché du Plateau des 15 ans est situé au centre de Brazzaville, en République du Congo,dans l'arrondissement quatre moungali.

## Histoire
Le marché du Plateau des 15 ans, est situé à environ 500 mètres de la pharmacie Jagger, entre l’avenue des 16e et l’avenue des Trois Martyrs dans l'arrondissement 4 moungali. Plusieurs petits passages font office d’entrées dans ce marché semi-abrité où se côtoient de nombreux stands colorés et petites boutiques. On y trouve de tout à des prix très abordables : fruits et légumes, poissons séchés, viandes, charbon et bois, objets de la maison en tout genre, petit électroménager, chaussures et vêtements, etc.

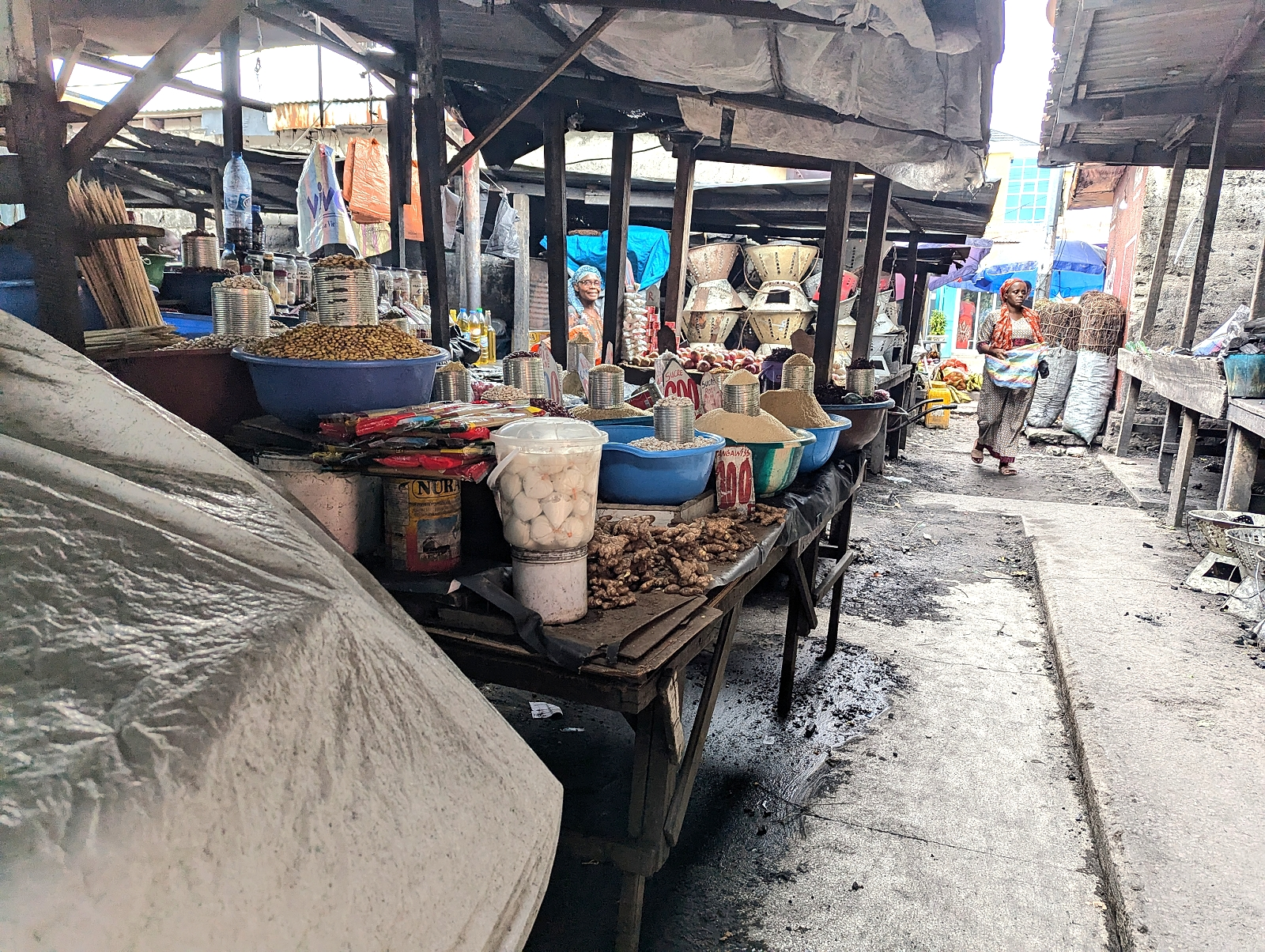
Marché du Plateau de 15 est situé au centre de Brazzaville